# VEF Irbitis I-16
VEF Irbitis I-16 var et lettisk prototype jagerfly designet af Kārlis Irbītis og fremstillet af VEF i 1939. Videreudvikling af jagerflyet blev standset af den sovjetiske okkupation af Letland og den efterfølgende udrensning af VEF's personale. Selve prototypen blev senere taget af tyske tropper under 2. verdenskrig og afprøvet af Luftwaffe.
I-16 havde et konventionelt monoplan-design med en kompressor og luftkølet V-12 motor af tjekkoslovakisk oprindelse, en to-bladet propel, et aflukket cockpit, og lavtsiddende vinger med afrundede vingespidser. Prototypen havde fast understel med aerodynamisk overdækning, mens der var planlagt optrækkeligt landingsstel på produktionsmodeller. Selvom prototypen var ubevæbnet, så var der indrettet til to Browning maskingeværer i skroget, samt muligheden for en ekstra under hver vinge.